# Dover-Foxcroft
Dover-Foxcroft és una població dels Estats Units a l'estat de Maine (EUA). Segons el cens del 2000 tenia 4.211 habitants.

## Demografia
Segons el cens del 2000, Dover-Foxcroft tenia 4.211 habitants, 1.658 habitatges, i 1.152 famílies. La densitat de població era de 23,8 habitants per km².
Dels 1.658 habitatges en un 32,4% hi vivien nens de menys de 18 anys, en un 54,6% hi vivien parelles casades, en un 10,3% dones solteres, i en un 30,5% no eren unitats familiars. En el 25,4% dels habitatges hi vivien persones soles l'11,8% de les quals corresponia a persones de 65 anys o més que vivien soles. El nombre mitjà de persones vivint en cada habitatge era de 2,45 i el nombre mitjà de persones que vivien en cada família era de 2,91.
Per edats la població es repartia de la següent manera: un 24,9% tenia menys de 18 anys, un 5,8% entre 18 i 24, un 25,7% entre 25 i 44, un 25,7% de 45 a 60 i un 17,8% 65 anys o més.
L'edat mediana era de 41 anys. Per cada 100 dones de 18 o més anys hi havia 90,6 homes.
La renda mediana per habitatge era de 30.164 $ i la renda mediana per família de 36.287 $. Els homes tenien una renda mediana de 30.000 $ mentre que les dones 20.613 $. La renda per capita de la població era de 14.544 $. Entorn del 13,6% de les famílies i el 15,8% de la població estaven per davall del llindar de pobresa.